# Aeroporto de Lidköping-Såtenäs
O Aeroporto de Lidköping-Såtenäs (em sueco:  Lidköping-Såtenäs flygplats; IATA: -, ICAO: ESIB) é um aeródromo da Força Aérea da Suécia situado na localidade de Såtenäs, a 32 km a oeste da cidade de Lidköping, no município  de Lidköping.
É a principal base do Esquadrão de Skaraborg, uma unidade da Força Aérea da Suécia.